# Royal Pingouin Hockey Club nivellois
Royal Pingouin Hockey Club nivellois is een Belgische hockeyclub uit Nijvel.

## Geschiedenis
De club werd opgericht in 1936 en is bij de KBHB aangesloten onder het stamnummer 203. Pingouin HC werd vernoemd naar een mascotte die de oprichters cadeau hadden gekregen.
De club bespeelde een grasveld op de terreinen van Papierwaren Delcroix te Baulers. Het eerste toernooi werd er georganiseerd in 1946. Toen in 1968 Wiggins Teape Papierwaren Delcroix overnam, vonden de Pinguïns een nieuwe stek in het Park van Dodaine te Arkene. Een nieuw grasveld met bijhorend clubhuis - een woonwagen - werd er geopend in september 1971. In hetzelfde jaar trad het eerste damesteam aan.
Het zou tot 1986 duren vooraleer de club in eerste divisie zou spelen.
Ter gelegenheid van het vijftigjarig bestaan ontving de club het predicaat Koninklijk in 1987.
Pingouin groeide uit tot de grootste Waalse hockeyclub zowel qua ledental als qua aantal ploegen. Een eerste ingestrooide kunstgrasmat werd in 1991 in gebruik genomen. De viering van het driehonderdste lid volgde in 1995. De club kreeg een eerste synthetisch natgrasveld in 2002 en een tweede in 2008.
De dames werden tweemaal landskampioen in het zaalhockey. Voor de Olympische Zomerspelen van 2012 werden er drie speelsters geselecteerd: Lola Danhaive, Hélène Delmée en Anouk Raes.

## Palmares
Heren
- 2x Winnaar Beker van België (veld): 2011 en 2012

Dames
- 2x Landskampioen (zaal): 2015 en 2016

## Bekende (ex-)spelers
- Vanessa Blockmans
- Jean-Philippe Brulé
- Manu Cockelaere
- Lola Danhaive
- Tom Degroote
- Hélène Delmée
- Gilles Jacob
- Antoine Legrain
- Anouk Raes
- Raoul Ronsmans
- Paul Urbain
- Nicolas Vandiest